# 瓦勒德萨讷
瓦勒德萨讷（法語：Val-de-Saâne，法語發音：[val də san]，意为“萨讷河谷”）是法国滨海塞纳省的一个市镇，属于迪耶普区。

## 地理
瓦勒德萨讷（49°42'16"N, 0°57'52"E）面积13.87 平方千米，位于法国诺曼底大区滨海塞纳省，该省份为法国北部沿海省份，其西部及北部濒大西洋英吉利海峡，东起顺时针与索姆省、瓦兹省、厄尔省和卡爾瓦多斯省接壤。
与瓦勒德萨讷接壤的市镇（或旧市镇、城区）包括：萨讷河畔欧祖维尔、科地区博瓦尔、科地区贝尔维尔、贝尔特里蒙、卡勒维尔双教堂村、拉丰特莱、安布勒维尔、兰德伯夫、萨讷圣瑞斯特、圣皮埃尔贝努维尔。

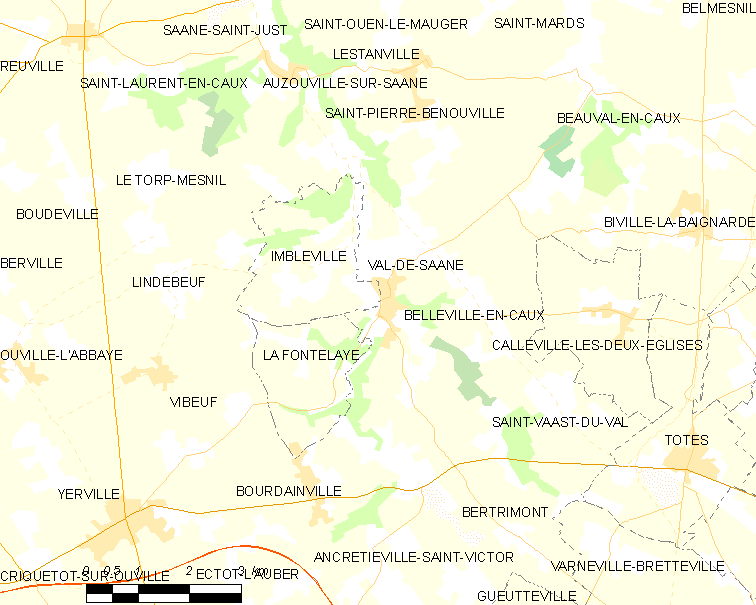
瓦勒德萨讷的OSM定位图

瓦勒德萨讷的时区为UTC+01:00、UTC+02:00（夏令时）。

## 行政
瓦勒德萨讷的邮政编码为76890，INSEE市镇编码为76018。

## 政治
瓦勒德萨讷所属的省级选区为吕讷赖县。

## 人口

1962-2008年间瓦勒德萨讷人口变化图示

瓦勒德萨讷于2022年1月1日时的人口数量为1468人。